# Небуквенный орфографический знак
Небу́квенные орфографи́ческие зна́ки — категория знаков письменности, не являющихся буквами, но использующихся в написании слов (то есть принадлежащих орфографии), а не разделяющих слова (в отличие от знаков препинания, относящихся к пунктуации).
В русской письменности к небуквенным орфографическим знакам относятся апостроф, дефис, точка (в сокращениях), косая черта и знак ударения.
Явным образом эта категория знаков письменности введена в терминологию совсем недавно — в опубликованной в 2006 году новой редакции правил русской орфографии и пунктуации (см. § 111—116). Однако обозначение «орфографический знак» (как применительно к апострофу и дефису, так и к разного рода диакритическим знакам различных языков) использовалось и в литературе предшествующего времени (см., например, определение слова «чёрточка» в Большом толковом словаре).